# Estadio Campbelltown
El Estadio Campbelltown (Anteriormente Orana Park y Campbelltown Sports Ground) es un estadio multiuso en Nueva Gales del Sur, Australia, propiedad del Ayuntamiento de Campbelltown. El estadio tiene una capacidad para 20 000 espectadores aunque en un partido entre los Wests Tigers y los Queensland Cowboys pasaron más personas que de lo permitido por la National Rugby League de 2005.

## Deportes que se practican en el Estadio Campbelltown

### Liga de Rugby
En la National Rugby League el estadio fue sede de los Western Suburbs Magpies desde 1987 hasta 1999 y fue también sede de los Newtown Jets en 1983. En el 2000 el estadio paso a albergar los partidos que jugaban de local los West Tigers que eran una fusión de los Newtown Jets y los Balmain Tigers.
El 17 de octubre de 2015 se llevó a cabo el partido entre las selecciones de Islas Cook y Tonga para la clasificación del Mundial 2017 de la Liga de Rugby que se llevara a cabo en Australia, Nueva Zelanda y Papúa Nueva Guinea.

### Asociación de fútbol
El 19 de julio de 2008 el equipo Sydney de la A-League jugó su primer partido de la Copa Pretemporada ante el Brisbane Roar, aquel partido fue victoria para el conjunto local por 2-1. También, antes del inicio de la A-League 2010-11 disputaron un amistoso contra los Macarthur Rams en el cual ganaron por 1-0.
El primer partido que Sydney disputó por la A-League en este estadio fue ante el Perth Glory el 18 de enero de 2012 y el partido acabó en empate 1-1 y albergó a 5505 espectadores.
Western Sydney Wanderers derrotó a los Newcastle Jets por 2-1 por la A-League 2012-13, el juego albergó a 10.589 espectadores. El Western Sydney Wanderers volverá a utilizar este estadio durante toda la temporada 2016-17 por la remodelación de su estadio habitual, el Parramatta Stadium.

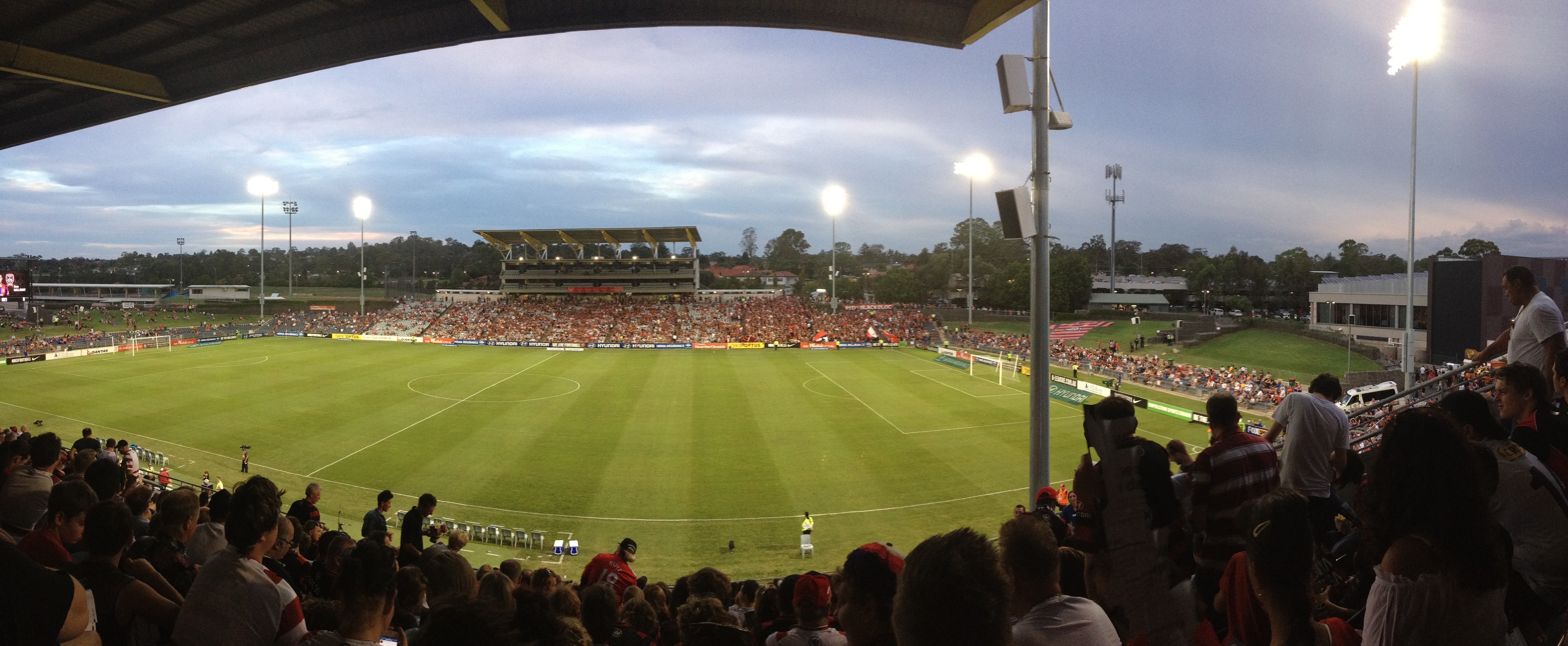
Campbelltown Stadium.